# Midnight, Texas
Midnight, Texas je americký dramatický fantastický televizní seriál, který měl premiéru 24. července 2017 na stanici NBC. Seriál je založený na stejnojmenné knižní trilogii od Charlaine Harris, autorky jiné knižní série, která se stala inspirací televizního seriálu Pravá krev. Dne 14. února byla stanicí objednána druhá řada, jejíž premiéra se uskutečnila dne 26. října 2018.
Dne 21. prosince 2018 byl seriál po dvou řadách stanicí NBC zrušen. Produkční společnost Universal Television hledala jinou stanici, která by seriál převzala.

## Obsazení

### Hlavní role
- François Arnaud jako Manfred Bernardo: médium.
- Arielle Kebbel jako Olivia Charity
- Peter Mensah jako Lemuel „Lem“ Bridger: upír.
- Dylan Bruce jako Bobo Winthrop
- Parisa Fitz-Henley jako Fiji Cavanaugh: čarodějnice.
- Jason Lewis jako Joe Strong: padlý anděl.
- Sarah Ramos jako Creek Lovell
- Yul Vazquez jako reverend Emilio Sheehan: tygrodlak.

### Vedlejší role
- Joanne Camp jako Xylda
- Kellee Stewart jako Simone Davis / Madonna Reed
- Bernardo Saracino jako Chuy Strong
- Bob Jesser jako Shawn Lovell (1. řada)
- John-Paul Howard jako Connor Lovell (1. řada)
- Joe Smith jako pan Snuggly
- Nestor Carbonell jako Kai Lucero (2. řada)
- Jaime Ray Newman jako Patience Lucero (2. řada)
- Josh Kelly jako Walker Chisum (2. řada)

## Seznam dílů

### První řada (2017)
| Č. v seriálu | Č. v řadě | Původní název               | Režie             | Scénář                     | Premiéra v USA    |
| ------------ | --------- | --------------------------- | ----------------- | -------------------------- | ----------------- |
| 1            | 1         | Pilot                       | Niels Arden Oplev | Monica Owusu-Breen         | 24. července 2017 |
| 2            | 2         | Bad Moon Rising             | David Solomon     | Monica Owusu-Breen         | 31. července 2017 |
| 3            | 3         | Lemuel, Unchained           | David Solomon     | Turi Meyer a Al Septien    | 7. srpna 2017     |
| 4            | 4         | Sexy Beast                  | Steve Shill       | Liz Sagal                  | 14. srpna 2017    |
| 5            | 5         | Unearthed                   | Milan Cheylov     | Brynn Malone               | 21. srpna 2017    |
| 6            | 6         | Blinded by the Light        | Nick Gomez        | Mark H. Kruger             | 28. srpna 2017    |
| 7            | 7         | Angel Heart                 | Mairzee Almas     | Larry Caldwell a Liz Sagal | 4. září 2017      |
| 8            | 8         | Last Temptation of Midnight | Kevin Tancharoen  | Monica Owusu-Breen         | 11. září 2017     |
| 9            | 9         | Riders on the Storm         | Greg Beeman       | Al Septien a Turi Meyer    | 13. září 2017     |
| 10           | 10        | The Virgin Sacrifice        | David Solomon     | Monica Owusu-Breen         | 18. září 2017     |

### Druhá řada (2018)
| Č. v seriálu | Č. v řadě | Původní název                         | Režie           | Scénář                                    | Premiéra v USA     |
| ------------ | --------- | ------------------------------------- | --------------- | ----------------------------------------- | ------------------ |
| 11           | 1         | Head Games                            | Tim Andrew      | Eric Charmelo a Nicole Snyder             | 26. října 2018     |
| 12           | 2         | The Monster of the Week Is Patriarchy | Tim Andrew      | Brynn Malone                              | 2. listopadu 2018  |
| 13           | 3         | To Witch Hell and Back                | Rob Greenlea    | Turi Meyer a Alfredo Septién              | 9. listopadu 2018  |
| 14           | 4         | I Put a Spell on You                  | Rob Greenlea    | Ken Hanes                                 | 16. listopadu 2018 |
| 15           | 5         | Drown the Sadness in Chardonnay       | Stacey K. Black | Katie Lunskis                             | 30. listopadu 2018 |
| 16           | 6         | No More Mr. Nice Kai                  | PJ Pesce        | Deirdre Mangan                            | 7. prosince 2018   |
| 17           | 7         | Resting Witch Face                    | Neema Barnette  | Kelli Breslin                             | 14. prosince 2018  |
| 18           | 8         | Patience Is a Virtue                  | Barbara Brown   | Alfredo Septién a Turi Meyer              | 21. prosince 2018  |
| 19           | 9         | Yasss, Queen                          | Nick Gomez      | Eric Charmelo, Nicole Snyder a Even Twohy | 28. prosince 2018  |